# Djavakheti
Djavakheti o Djavakhètia (georgià: ჯავახეთი, Djavakheti; armeni: Ջավախք, Djavakhk) és una regió de Geòrgia, a l'entorn del llac Parvana. Limita al nord amb el Samtskhé (avui Meskhètia). La principal població és Akhalkalaki.
Actualment forma part de la regió administrativa de Samtskhé-Djavakheti.

## Història
La Djavakhètia i la regió adjunta de la Calarzene (Klardjètia) fou un principat georgià del sud-oest de Kartli (aleshores regne d'Ibèria). Quan l'Imperi Sassànida va suprimir la reialesa ibera el 580 foren governades per una branca de la dinastia cosròida d'Ibèria sorgida (vers 534) de Lleó, un fill de Vakhtang I Cap de Llop i de la seva segona esposa romana d'Orient Helena. Modernament se li ha donat el nom de dinastia Guaràmida.
Els dos principats (Djavakhètia i Klardjètia), foren adquirits vers el 780 pel príncep bagràtida armeni Adarnases I de Tao de resultes del matrimoni del seu pare Vasaces Bagratuní amb una filla del príncep Guaram III d'Ibèria, príncep de Djavakhètia i Calarzene.
La regió torna a agafar importància després de la revolució russa, quan Armènia i Geòrgia van esdevenir independents, i totes dues van reclamar la regió de les valls de l'Akhalkalaki i del Lorí) i es van enfrontar en la guerra armeno-georgiana del 13 al 31 de desembre de 1918; una mediació dels britànics i francesos el gener de 1919 va confiar la regió als georgians però a condició que els armenis participessin en el govern de la regió. Després de l'annexió de les dues repúbliques a la Unió Soviètica, la qüestió fou de nou examinada i el 4 de juliol de 1921 va decidir (suposadament sota influència de Stalin que era aleshores comissari del poble responsable de les nacionalitats) que pertanyeria a Geòrgia.
Actualment és una regió de majoria armènia. Per disminuir la proporció d'armenis el govern georgià intentà unir-la a altres províncies, però topà amb els preceptes constitucionals.

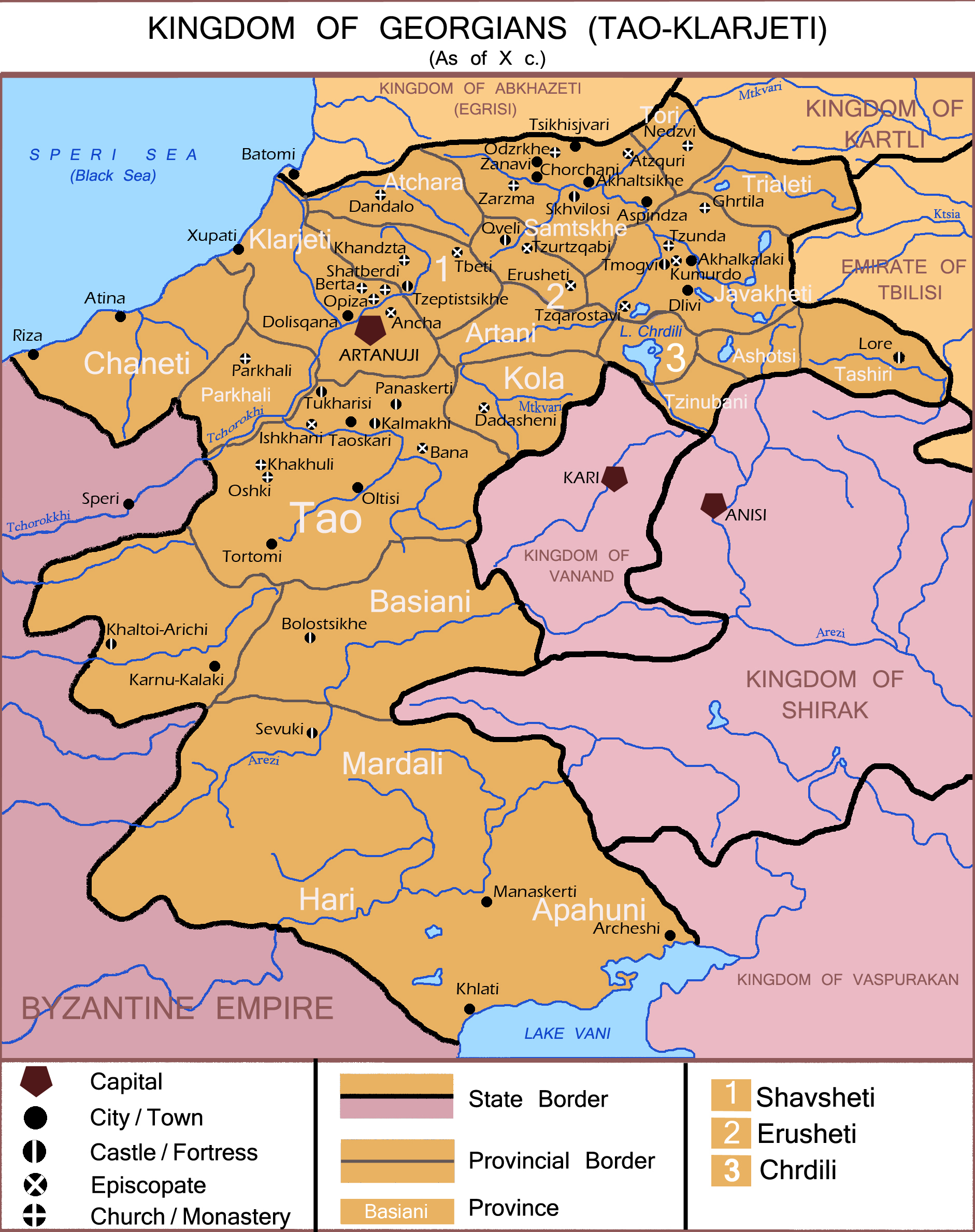
Mapa de Djavakheti i d'altres regnes veïns durant el segle X

## Prínceps de Djavakhètia i de Calarzene

### Cosròides o Guaràmides
- 588-590: Guaram I, Príncep-Primat d'Ibèria ;
- 590-627: Esteve I, Príncep-Primat d'Ibèria ;
- 627-693: Guaram II, Príncep-Primat d'Ibèria ;
- 693-748: Guaram III el Jove, Príncep-Primat d'Ibèria ;
- 748-??? : Guaram IV o Gurguèn II ;
- ???-786: Esteve II, Príncep-Primat d'Ibèria.

### Bagràtides
- 786-807: Adarnases I ;
- 807-830: Asoci I el Gran, Príncep d'Ibèria ;
- 830-881: Guaram V ;
- 881-888: Narses I.